# هکتور آسبس
هکتور آسبس (انگلیسی: Hector Acebes; 1921 – ۲۲ آوریل ۲۰۱۷ (۹۶ سال)) عکاس اهل ایالات متحده آمریکا که به خاطر سفرهای خود به آفریقا و آمریکای جنوبی مشهور بود.

## زندگی‌نامه
او در سال ۱۹۲۱ در شهر نیویورک متولد شد و بیشتر دوران کودکی خود را در مادرید (اسپانیا) و بوگوتا (کلمبیا) گذراند. او اولین سفر طولانی مدت خود را در سیزده سالگی انجام داد و ۴۰۰ مایل از بوگوتا به شهر بارانکیا رفت. او در آکادمی نظامی نیویورک آموزش دید و در جنگ جهانی دوم در جبهه اروپا در ارتش آمریکا خدمت کرد. او مهندسی را در موسسه فناوری ماساچوست (MIT) خواند و در سال ۱۹۴۷ فارغ‌التحصیل شد. او با مادلین آسبس در بوستون ازدواج کرد و صاحب یک پسر و دو دختر شد. اولین سفر بزرگ عکاسی او به شمال آفریقا در سال ۱۹۴۷ بود. او در سال ۱۹۴۹ سفر دومی را به غرب آفریقا، به ویژه تیمبوکتو آغاز کرد. بین سال‌های ۱۹۵۰ و ۱۹۵۳، او چندین سفر به رودخانه اورینوکو در ونزوئلا و سایر بخش‌های آمریکای جنوبی داشت. او در سال ۱۹۵۳ به آخرین و گسترده‌ترین سفر آفریقایی خود رفت و به سراسر این قاره از داکار تا زنگبار مسافرت کرد. پس از آن، او به عنوان یک فیلمساز صنعتی برای پروژه‌های مهندسی در سراسر آمریکای جنوبی فعالیت حرفه ای خود را آغاز کرد. در سال‌های پایانی زندگی‌اش روی ایجاد آرشیو هکتور آسبس در بوگوتا کار می‌کرد. هکتور آسبس در سن ۹۶ سالگی در ۲۲ آوریل ۲۰۱۷ در بوگوتا درگذشت.

## مجموعه‌ها
آثار هکتور آسبس در موزه‌ها و گالری‌های هنری عمومی زیر نگهداری می‌شود:
- موزه هنرهای زیبا (هیوستون)
- موزه هنر پورتلند
- مؤسسه اسمیتسونین